# Casa Josep Borrell
La casa Josep Borrell és un edifici situat al carrer del Pi, 12 de Barcelona, catalogat com a bé cultural d'interès local.

## Història

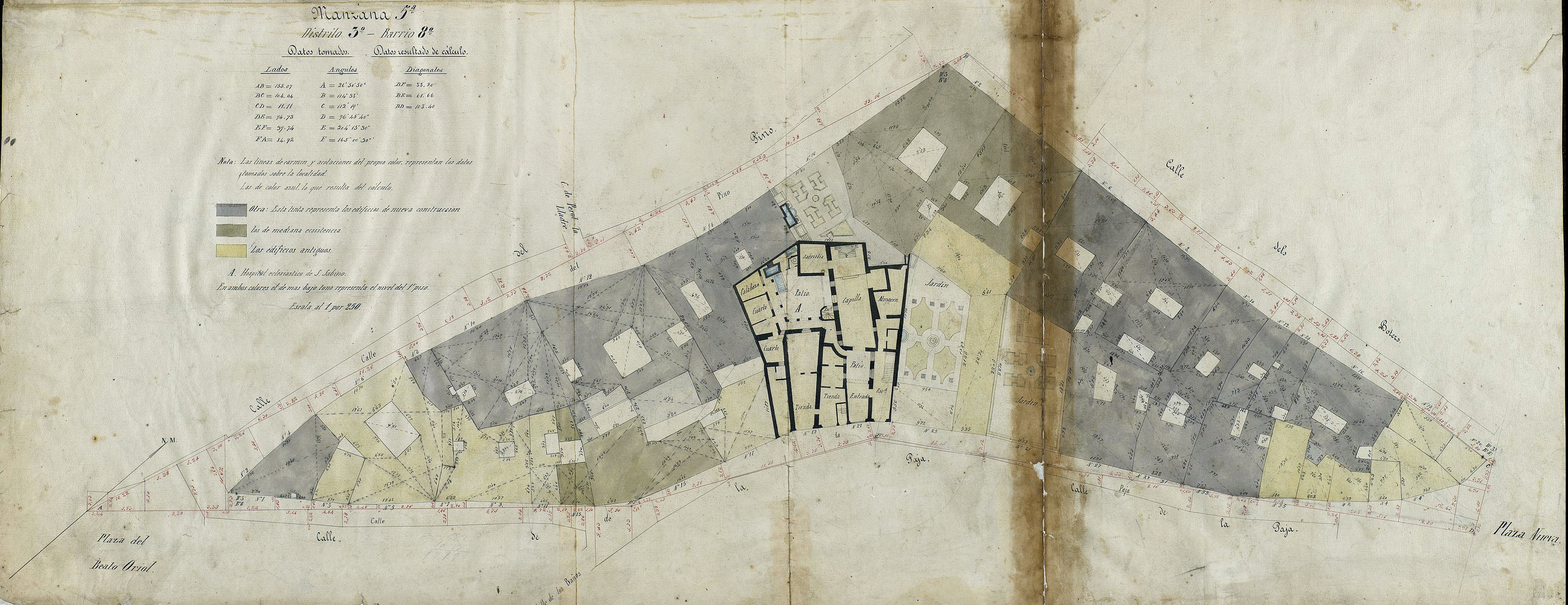
Quarteró de Garriga i Roca núm. 61b (c. 1860)

El 1736, Manuel d'Areny-Queralt i de Cartellà, baró de Claret, i la seva esposa Manuela de Graell-Brossa i d'Areny, senyora d'Esparreguera, van vendre la finca a Josepa de Sabater i de Copons, filla de Martí de Sabater i d'Agullana, primer marquès de Benavent, i vídua d'Andrés de Burgos, capità de les Guàrdies Espanyoles, per 4.100 lliures. El seu fill Andreu de Burgos i de Sabater, també capità de les Guàrdies Espanyoles, va morir el 1792, deixant com a hereva la seva dona Damiana Garcia i Conde (†1806), que va morir sense haver fet testament i la finca va ser administrada per una marmessoria.
La seva filla Damiana de Burgos i Garcia (1772-1849) es va casar amb Jacques Augustin de Pruyssenaere, natural de Bruges i tinent coronel de la Guàrdia Valona, i el 1846, el cònsol de Bèlgica Joseph D'Hondt, com a procurador seu, va vendre la ⅓ de la propietat al sotstinent d'infanteria retirat Josep Borrell i Monreal, que també va adquirir les ⅔ restants als altres hereus. Entre aquests hi havia Maria Dolors Garcia i de Burgos, neta d'Antoni i vídua de Baltasar de Bellet i Wyts de la Boucharderie, marquès de Bellet de Mianes. Tot seguit, Borrell va encarregar el projecte d'un nou edifici a l'arquitecte Francesc Vila, i ell i el seu fill Joaquim Borrell i Vila, advocat, van pactar amb Francesc Gorgui i Molins i el seu fill Epifani Gorgui i Surià, propietaris de la casa veïna del carrer de la Palla, 13-15, la regularització dels límits i les servituds entre ambdues propietats.

## Descripció
És un edifici d'habitatges sobre una parcel·la irregular, que s'articula al voltant d'un pati interior amb dues escales. Consta de planta baixa, amb cinc obertures d'arc escarser, principal amb balconada correguda i tres pisos més, jerarquitzades en el tractament dels balcons, i golfes.
La decoració de la façana se centra en els relleus de terracota que es troben entremig de les diverses obertures dels pisos. Aquests contenen bustos inscrits dintre de medallons envoltats de volutes i garlandes sobre un plafó entre els finestrals de la planta principal; florons circulars a les faixes dels pisos intermedis; i plafons buits entre els finestrals superiors. La tipologia de la decoració de la planta principal coincideix exactament, tret dels personatges retratats, amb la que es pot veure a la cases Joan Cabot (Escudellers, 31) i Joan Serrahima (Groc, 3).